# Montipora hirsuta
Montipora hirsuta är en korallart som beskrevs av Nemenzo 1967. Montipora hirsuta ingår i släktet Montipora och familjen Acroporidae. IUCN kategoriserar arten globalt som nära hotad. Inga underarter finns listade i Catalogue of Life.